# Saint-Martin-Saint-Firmin
Saint-Martin-Saint-Firmin – miejscowość i gmina we Francji, w regionie Normandia, w departamencie Eure.
Według danych na rok 1990 gminę zamieszkiwały 194 osoby, a gęstość zaludnienia wynosiła 30 osób/km² (wśród 1421 gmin Górnej Normandii Saint-Martin-Saint-Firmin plasuje się na 707. miejscu pod względem liczby ludności, natomiast pod względem powierzchni na miejscu 572.).